# Eleutherodactylus johnstonei
Espèce
Synonymes
- Hyla barbudensis Auffenberg, 1958

Statut de conservation UICN

 LC  : Préoccupation mineure
Eleutherodactylus johnstonei est une espèce d'amphibiens de la famille des Eleutherodactylidae.

## Répartition
Cette espèce est originellement endémique des petites Antilles. Elle se rencontre à Anguilla, à Saba, à Saint-Eustache, à Saint Martin, à Saint-Christophe, à Niévès, à Antigua, à Barbuda, à Montserrat, en Guadeloupe, à la Dominique, en Martinique, à Sainte-Lucie, à la Barbade, à Saint-Vincent, à Moustique, à Canouan, à Carriacou et à la Grenade du niveau de la mer à 1 300 m d'altitude.
Elle a été introduite en Guyane, au Guyana, au Venezuela, en Colombie, au Panama, au Costa Rica, à Aruba, à Curaçao, en Jamaïque, à Trinité-et-Tobago et aux Bermudes.

## Description
Les femelles mesurent jusqu'à 35 mm.

## Étymologie
Cette espèce est nommée en l'honneur de Robert Stewart Johnstone (1855–1936).

## Publication originale
- Barbour, 1914 : A contribution to the zoogeography of the West Indies, with special reference to amphibians and reptiles. Memoirs of the Museum of Comparative Zoölogy at Harvard College, vol. 44, no 2, p. 204-259 (texte intégral).